# Giuseppe Fassino
Giuseppe Fassino (Busca, 13 ottobre 1924 – Busca, 27 novembre 2012) è stato un politico italiano.

## Biografia
Di professione insegnante, fu esponente del Partito Liberale Italiano, nelle cui liste venne eletto consigliere (nella circoscrizione di Cuneo) alle elezioni regionali in Piemonte del 1970, ricoprendo anche il ruolo di vice-presidente del Consiglio Regionale dal 1973 al 1975.
Alle elezioni politiche del 1979 fu eletto al Senato, confermando il seggio a Palazzo Madama anche dopo le elezioni del 1983 e del 1987. Ricoprì il ruolo di Sottosegretario di Stato alla Pubblica istruzione e poi alla Difesa in vari Governi dai primi anni ottanta fino a inizio anni novanta. Concluse il mandato parlamentare nel 1992.
Morì all'età di 88 anni nel novembre del 2012.